# بخش شی یومی
بخش شی یومی (به انگلیسی: Shi Yomi district) یک منطقهٔ مسکونی در هند است که در آروناچال پرادش واقع شده‌است. بخش شی یومی ۲٬۸۷۵ کیلومتر مربع مساحت و ۱۳٬۳۱۰ نفر جمعیت دارد.